# Marge na útěku
Marge na útěku (v anglickém originále Marge on the Lam) je 6. díl 5. řady (celkem 87.) amerického animovaného seriálu Simpsonovi. Scénář napsal Bill Canterbury a díl režíroval Mark Kirkland. V USA měl premiéru dne 4. listopadu 1993 na stanici Fox Broadcasting Company a v Česku byl poprvé vysílán 5. května 1995 na stanici ČT1. Tento díl je parodií na slavný film Thelma a Louise z roku 1991.

## Děj
Po darování peněz veřejnoprávní televizi dostane Marge zdarma lístky na balet. Marge přiměje Homera, aby ji doprovodil, a připomene mu, jak se kdysi dobrovolně přihlásil jako lidský pokusný králík, aby s ní nemusel navštívit Patty a Selmu. Homerovi však v práci uvíznou obě ruce v automatech. Zklamaná a pochybující o Homerově historce Marge pozve sousedku Ruth Powersovou, aby šla místo ní. Baví se a dál spolu tráví čas návštěvou barů a klubů ve Springfieldu. Ruth Marge předvede, jak se používá pistole, a ke cvičnému střelení použijí „vzácné starožitné plechovky“ opuštěného farmáře. 
Aby Homer ukázal, že se umí bavit i bez Marge, najme Lionela Hutze, aby hlídal Barta, Lízu a Maggie. Když Homer zjistí, že Vočkova hospoda je depresivnější než obvykle, navštíví kopec, kde s Marge trávili čas, než se vzali. Homer se pokusí rozbít meteorologickou stanici – což dělával na jejich schůzkách –, ale zjistí, že bez Marge to není žádná zábava. 
Na kopci si Homera všimne náčelník Wiggum a nabídne mu svezení. V jednu chvíli se Wiggum pokusí o rutinní dopravní zastávku, ale Ruth ho místo toho přiměje k rychlé honičce. Ruth odhalí, že řídí ukradené auto svého bývalého manžela, aby se mu pomstila za neplacení alimentů. Homer, který stále sedí na zadním sedadle Wiggumova auta, si uvědomí, že v Ruthině autě je Marge, a pojme podezření, že ho opouští poté, co zjistila, že se bez něj může mít lépe. Ruth se Wiggumovi úspěšně vyhne tím, že zhasne světla, takže si myslí, že pronásleduje auto duchů. 
Hutz začne pálit své osobní doklady a začne používat pseudonym Miguel Sanchez. Poté, co druhý den ráno znovu spatří Marge a Ruth, pokračuje Wiggum v pronásledování, ke kterému se přidávají další policejní auta. Homer vidí před sebou útes a mylně se domnívá, že se Marge a Ruth pokoušejí o sebevraždu. Pomocí megafonu se Marge omluví za všechny své nedostatky a nabádá je, aby nejezdily do Velké propasti. Ruth, jež si náhle uvědomí, že jde o útes, dupne na brzdy a zastaví u jeho okraje. Homer a Wiggum nestihnou včas zastavit, sletí z okraje útesu a dopadnou do hory skládky. Vynoří se lehce ušpinění od odpadků, ale jinak nezranění. 
Vypravěč pak popisuje osudy postav ve stylu seriálu Dragnet: Ruth Powersová byla souzena u springfieldského vrchního soudu. Soudce zamítl obvinění jejího bývalého manžela z krádeže auta a přinutil ho zaplatit veškeré dlužné výživné. Pan Powers z toho vinil svého právníka, jistého Lionela Hutze. Lionel Hutz, alias Miguel Sanchez alias Dr. Nguyen Van Thoc, dostal za 32 hodin hlídání 8 dolarů. Marge Simpsonová byla obviněna z porušení paragrafu 618A trestního zákoníku: „Bezohledné ničení vzácných starožitných konzerv.“. Bylo jí nařízeno zaplatit 50 centů za náhradu plechovek a 2 000 dolarů za trestní škody a duševní útrapy. Homer Simpson byl předán do péče Neurologického výzkumného centra Armády Spojených států amerických ve Fort Meade v Marylandu k dalšímu vyšetření.

## Produkce
Dan Castellaneta skutečně použil megafon, aby nahrál svou část, když do něj Homer mluvil. Západ slunce zobrazený ve chvíli, kdy jsou Marge a Ruth v kavárně, byl namalován technikou airbrush, ačkoli epizoda byla natočena ještě před zavedením počítačové animace do praxe.

## Kulturní odkazy
Velká část děje, včetně scény, kdy je Homer ve Vočkově hospodě, a vyvrcholení, kdy Ruthin modrý kabriolet a Homer s Wiggumem padají přes propast, je parodií na film Ridleyho Scotta Thelma a Louise. Hudba, která hraje při Homerově vizualizaci pojmu balet, je Vjezd gladiátorů od Julia Fučíka. Crystal Buzz Cola je odkazem na módní nápoj Crystal Pepsi, a když Homer sáhne do automatu, je vidět plechovka Fresca v kostlivé ruce, která tam uvízla. Komik, který vystupuje na telethonu a který Simpsonovým nepřipadá vtipný, je parodií na Garrisona Keillora. Ruth omylem vloží do svého autorádia píseň Lesley Goreové „Sunshine, Lollipops and Rainbows“, než začne její a Margina divoká noc; později náčelník Wiggum pustí tuto píseň do autorádia svého policejního křižníku jako „vhodnou“ hudbu pro automobilovou honičku. Po vytažení špatné kazety Ruth nasadí „Welcome to the Jungle“ od Guns N' Roses. Quimby tančící v nočním klubu je narážkou na Kennedyovy. Když Marge v baru balí, chlapík, jenž nemluví, je karikaturou show runnera Davida Mirkina. Starý muž, který vyjde ven, když Marge střílí do plechovek, je parodií na Waltera Brennana. Závěrečná pasáž epizody je odkazem na seriál Dragnet. George Fenneman natočil závěr stejným způsobem jako tomto v seriálu.

## Přijetí

### Kritika
Autoři knihy I Can't Believe It's a Bigger and Better Updated Unofficial Simpsons Guide, Warren Martyn a Adrian Wood, uvedli: „Marge si vždycky ráda pustí pusu na špacír a zdá se, že v Ruth Powersové má skutečnou kamarádku. Škoda, že se s ní nesetkáváme častěji.“.
The A.V. Club nazval Homerovu hlášku „Stupidní televize! Buď vtipnější!“ jako jeden z citátů ze Simpsonových, které lze použít v každodenních situacích.
Na svém albu And Then Nothing Turned Itself Inside Out z roku 2000 má indierocková skupina Yo La Tengo píseň s názvem „Let's Save Tony Orlando's House“; píseň je pojmenována podle telethonu ve fiktivním životopise Troye McClurea, který je v této epizodě vidět.

### Sledovanost
V původním vysílání skončil díl v týdnu od 1. do 7. listopadu 1993 na 32. místě ve sledovanosti s ratingem Nielsenu 13,1, což odpovídá přibližně 12,2 milionu diváckých domácností. V tom týdnu se jednalo o nejlépe hodnocený pořad na stanici Fox, který předstihl seriál Beverly Hills 90210.